# Fondation danoise
La Fondation danoise (Danske Studenterhus i Paris en danois) est une des maisons étudiantes de la Cité internationale universitaire de Paris. Disposant d'une quarantaine de chambres, elle est l'une des plus petites maisons étudiantes de la Cité internationale universitaire.

## Histoire
La Fondation danoise fut l'une des premières maisons étudiantes construites à la Cité internationale universitaires qui a été créée à la fin des années 1920.
Le dirigeant de l'époque des brasseries Tuborg, Benny Dessau, et l'attaché des Affaires culturelles près l'ambassade du Danemark à Paris, Helge Wamberg, furent les principaux animateurs du Comité danois de l'époque. 
Ils furent à l'origine du financement du projet via d'une part une collecte privée, et d'autre part une participation équivalente de la part de l'État danois.
La maison fut construite par le professeur et architecte Kaj Gottlob (en) en 1932.
Après donation du Comité danois, la maison est aujourd'hui la propriété de l'université de Paris.

## Organisation
Pendant l'année universitaire, la Maison n'accueille que les étudiants d'origine danoise, admis par l'intermédiaire d'un comité qui siège à Copenhague. La moitié des étudiants admis sont cependant « brassés » avec les autres maisons de la Cité. La Fondation danoise reçoit dès lors en contrepartie en son sein des résidents d'autres maisons étudiantes. 
Pendant l'été, en l'absence d'étudiants, la maison accueille plus largement des artistes, des chercheurs, des enseignants, des étudiants, ou des stagiaires et universitaires de toutes nationalités.

## Anciens résidents célèbres
- Karen Blixen